# Alfred Loisy
Alfred Firmin Loisy (28. února 1857 Ambrieres – 1. června 1940 Ceffonds) byl francouzský kněz, filozof, historik a teolog, představitel katolického modernismu. Zabýval se problematikou historického vývoje zjevení a reinterpretací tradičních formulací. Za své názory byl v roce 1908 vyloučen z římskokatolické církve. V letech 1909–1932 byl profesorem dějin náboženství na Collège de France.

## Život
Byl synem rolníka; narodil se 28. února 1857 v Ambrieres, malé vesničce v horním poříčí Marny. Ve škole dobře prospíval a rodiče se rozhodli dát ho na studie i z toho důvodu, že byl útlý a nehodil se k těžkým pracím. Humanitní studia konal nejprve ve Vitry-le-François a potom v církevní koleji v Saint-Dizieru. Ve věku sedmnácti let (1874) vstoupil do kněžského semináře v Châlons-sur-Marne, od listopadu 1878 do června 1879 studoval teologii v Paříži. Na kněze byl vysvěcen 27. června 1879 a nastoupil do duchovní správy. Po krátkém působení na vesnických farách byl v roce 1881 povolán na Katolický institut v Paříži, a to nejprve jako profesor hebrejštiny; od roku 1883 přednášel i o Starém zákonu a o asyrologii. V roce 1890 se stal doktorem bohosloví na základě práce Histoire du canon de l'Ancien Testament [Dějiny kánonu Starého zákona].
Už tato jeho disertační práce způsobila velký rozruch a kritiku. Odpor proti jeho názorům ještě vzrostl, když publikoval další knihy a články o biblické problematice. 18. listopadu 1893 byla vydána encyklika papeže Lva XIII. Providentissimus Deus („O studiu Písma svatého“) a v ní byly zavrženy některé jeho teze, i když Loisy nebyl výslovně jmenován. Ale již několik dní před publikací encykliky musel z rozhodnutí francouzských biskupů opustit Katolický institut. Poté se stal učitelem náboženství v ústavu pro vzdělávání dívek v Neuilly-sur-Seine, kde setrval až do roku 1899.
V letech 1900–1904 působil na École pratique des hautes études. V této době se vyostřily jeho spory s církví. Bylo mu vytýkáno, že zpochybňuje nadpřirozený vznik Písma svatého a hlásá, že je třeba vykládat ho jako každé jiné lidské dílo. Dle Loisyho není Evangelium sv. Jana historie, ale mystické rozjímání. Synoptická evangelia jsou náboženskými úvahami, ve kterých z pravého učení Kristova se ozývá pouze ozvěna, hodně zeslabená. Historický Kristus byl pouhým člověkem; jeho božství, zázraky, zmrtvýchvstání, založení církve apod. jsou výhradně věcí víry. Církevní dogmata jsou formou i obsahem dílem lidí, mění se a jsou podrobena omylům. Pro tyto a podobné názory byl Loisy označován za předního představitele tzv. modernismu. V roce 1903 bylo pět jeho publikací zařazeno na Index zakázaných knih. Modernismus pak odsoudil papež Pius X. v roce 1907 v dekretu Lamentabili sane exitu a v encyklice Pascendi Dominici gregis.
Loisy prohlásil, že se nedopustil žádných herezí, ale také konstatoval, že by nemohl žít v intelektuální atmosféře nastolené zmíněnými církevními dokumenty, a odmítl se bezvýhradně podřídit. Proto byl dne 7. března 1908 postižen nejtěžší formou vyloučení z církve; stal se z něj tzv. vitandus, což byla forma exkomunikace zakazující katolíkům se s dotyčným jakkoli stýkat. Tato skutečnost se Loisyho hluboce dotkla, odpadl od církve, ztratil víru, odvrátil se od církevního učení a vybudoval si vlastní "humanitní náboženství" v přesvědčení, že se stane budoucím náboženstvím lidstva. Za této situace se ho ujal francouzský stát; v roce 1909 byl jmenován profesorem dějin náboženství na Collège de France a vyučoval tam až do roku 1932, kdy odešel do důchodu. V publikacích, které vydal po exkomunikaci, se církvi odcizil a jeho práce o biblických knihách dostaly vyloženě světský ráz: badatel k nim přistupoval jako k jakýmkoli jiným starobylým textům a jejich náboženský obsah pokládal za produkt lidské kreativity. Na základě jeho vzpomínek lze konstatovat, že ztratil víru již v prvních letech své duchovenské dráhy a stal se agnostikem, ba dokonce ateistou. V roce 1932 dala církev na Index zakázaných knih všechny jeho publikace (opera omnia) a pak postupně až do roku 1938 zařazovala na Index jeho nově vyšlé práce.
Alfred Loisy zemřel dne 1. června 1940, nesmířen s církví. Dva roky před smrtí (1938) odsoudil postoj francouzské vlády vůči Československu. Mnichovský diktát označil za pouhou iluzi řešení Hitlerových mocenských ambicí v Evropě.
Po II. vatikánské koncilu přistupují někteří katoličtí autoři k Loisymu s větším pochopením. Připouštějí, že „jeho boj i omyly nebyly zbytečné, otevřel řadu závažných otázek, posunul katolickou exegezi, nastavil vyšší nároky a prozkoumal nejednu slepou uličku. V jiných věcech se nemýlil a pomohl připravit cestu pro uznání historickokritické metody. Věc moderní kritické katolické exegeze ovšem svým radikalismem také poškodil a zdiskreditoval v očích církevních představitelů."
V českých zemích měl Alfred Loisy značný vliv na kněze a náboženského historika Františka Loskota, který mnohé jeho názory převzal do svých prací, např. do spisu Ježíš Nazaretský (1913, 1921).
Bohové a Bůh nikdy nebyli, leč lidským ideálem, promítnutým na hranice skutečna tam, kde počíná nekonečno.
A. Loisy, Choses passées [Věci minulé], 1913

## Dílo (výběr)
- 1890 – Histoire du canon de l'Ancien Testament [Dějiny kánonu Starého zákona];
- 1891 – Histoire du canon du Nouveau Testament [Dějiny kánonu Nového zákona];
- 1892-1893 – Histoire critique du texte et des versions de l'Ancien Testament [Kritické dějiny textu a překladu Starého zákona], dva svazky;
- 1901 – Les Mythes babyloniens et les premiers chapitres de la Genèse [Mýty babylonské a prvé kapitoly Geneze];
- 1901 – La Religion d'Israël [Náboženství Izraele];
- 1902 – L'Évangile et l'Église [Evangelium a církev];
- 1903 – Études bibliques [Biblické studie];
- 1903 – Autour d'un petit livre [Na okraj jedné malé knížky];
- 1903 – Le Quatrième Évangile [Čtvrté evangelium];
- 1907-1908 – Les Évangiles synoptiques [Synoptická evangelia], dva svazky;
- 1908 – Simples réflexions sur le décret du Saint-Office „Lamentabile sane exitu" et sur l'encyclique „Pascendi dominici gregis" [Prosté úvahy o dekretu sv. Oficia „Lamentabile sane exitu" a o encyklice „Pascendi dominici gregis"];
- 1908 – Quelques Lettres sur des questions actuelles et des événements récents [Několik listů o aktuálních otázkách a nedávných událostech];
- 1911 – À propos d'Histoire des Religions [K dějinám náboženství]
- 1912–1913 – Choses passées [Věci minulé], autobiografie;
- 1915 – Guerre et Religion [Válka a náboženství];
- 1917 – La Religion [Náboženství]
- 1919 – Les Mystères païens et le Mystère chrétien [Pohanská mysteria a křesťanské tajemství]
- 1923 – La morale humaine [Lidská morálka];
- 1925 – Les Actes des Apôtres [Skutky apoštolů];
- 1933 – La naissance du christianisme [Zrození křesťanství];
- 1936 – Les origines du Nouveau Testament [Dějiny vzniku Nového zákona].